# Werner Haim
Werner Haim, född 21 februari 1968 i Hall in Tirol, är en österrikisk tidigare backhoppare. Han representerade HSV Absam.

## Karriär
Werner Haim debuterade internationellt, 15 år gammal, på hemmaplan i Innsbruck 4 januari 1984 under tysk-österrikiska backhopparveckan som ingick i världscupen. Han blev nummer 99 i sin första internationella tävling.
Haim deltog i junior-VM 1985 i Täsch i Schweiz. Där lyckades han att bli juniorvärldsmästare.
Första placeringen bland de tio bästa i en deltävling i världscupen fick Haim i stora backen i Planica i dåvarande Jugoslavien 27 mars 1988 då han blev nummer 5. I stora backen i Sapporo i Japan 17 december 1989 kom Werner Haim på prispallen för första gången i en världscuptävling. Han blev nummer två, bara slagen av Jens Weissflog från Östtyskland. Han vann én gång i världscupen, i deltävlingen i Liberec i dåvarande Tjeckoslovakien, 4 januari 1990. Haim tävlade åtta säsonger i världscupen. Som bäst blev han nummer 9 sammanlagt säsongerna 1989/1990 och 1992/1993. Säsongen 1992/1993 var också hans bästa sammanlagt i backhopparveckan. Då blev han nummer sju totalt.
Werner Haim deltog i Skid-VM 1989 i Lahtis i Finland. Han tävlade i samtliga grenar och blev nummer 38 (normalbacken) och nummer 33 i de individuella tävlingarna. I lagtävlingen blev han nummer 6 tillsammans med österrikiska laget.
Haim startade i 3 VM i skidflygning. Hans första skidflygnings-VM, i Vikersund i Norge 1990 blev Haim nummer sju, 11,6 poäng från prispallen. Under skidflygnings-VM 1992 i Harrachov i Tjeckoslovakien lyckades han inte och blev nummer 36. I Letalnica i VM 1994 i Planica i Slovenien gick det något bättre för Haim och han slutade på 16:e plats.
Haims sista tävling i världscupen var i skidflygningsbacken i Vikersund 19 februari 1995 där han blev nummer 39. Han avslutade backhoppskarriären efter världscupsäsongen 1994/1995.